# Umar Khalji
Shihab al-Din Umar Khalji (+ 1318) fou el quart sultà de Delhi de la dinastia khalji. Era el fill més petit d'Ala al-Din Muhammad Shah I Khalji.
L'hereu designat era el seu fill Khidr Khan. Als darrers anys de la vida del sultà Ala al-Din, el príncep Khidr fou enviat a Amroha, lluny de la capital, però va tornar amb l'excusa de visitar les tombes d'alguns shyakhs. Malik Naib, que tenia molta influència sobre el sultà, el va convèncer de desheretar a Khidr Khan que fou empresonat a Gwalior, i fou designat hereu el fill més petit Umar.
El sultà va morir el 6 de gener del 1316 potser enverinat per Malik Naib, i el jove Umar, que era menor d'edat, fou proclamat sultà sota la regència de Malik Naib amb el nom de Shihab al-Din Umar Khalji; el regent va fer cegar a Khidr Khan i al seu germà Shadi Khan que havia estat empresonat a Siri. El tercer fill, Mubarak Khan, de 18 anys, també empresonat, havia de córrer la mateixa sort, però va aconseguir subornar als seus guardians, que van assassinar Malik Naib al cap de 35 dies de govern (10 de febrer) i d'acord amb els nobles van proclamar regent a Mubarak; al cap de dos mesos va assolir la corona com a Kutb al-Din Mubarak Shah I Khalji (abril) i Umar va ser cegat; Mubarak el va fer assassinar junt amb els seus dos germans el 1318.